# Долобів
До́лобів — село в Україні, у Самбірському районі Львівської області. Населення — 761 особа. Орган місцевого самоврядування - Рудківська міська рада.

## Населення
Населення у с. Долобів за переписом населення 2024 року становило 731 особа.
Розподіл населення за рідною мовою (2024).
| українська | інші мови |
| ---------- | --------- |
| 99.73 %    | 0.27 %    |